# 로데 (사르데냐)
로데(Lodè)는 이탈리아 사르데냐의 누오로도에 있는 코무네이다. 칼리아리에서 북쪽으로 약 160 킬로미터 (99 mi), 누오로에서 북동쪽으로 약 35 킬로미터 (22 mi) 떨어져 있다. 2004년 12월 31일 기준 인구는 2,110명이며 면적은 120.9 제곱킬로미터 (46.7 mi2)이다.
로데는 다음 코무네와 접한다: 비티, 룰라, 오나니, 파드루, 시니스콜라, 토르페.